# 圣阿尔皮诺
圣阿尔皮诺（義大利語：Sant'Arpino），是意大利卡塞塔省的一个市镇。总面积3平方公里，人口14176人，人口密度4725.3人/平方公里（2009年）。ISTAT代码为061087。